# Нагловский, Дмитрий Станиславович
Дмитрий Станиславович Нагловский (1838—1890) — русский военачальник генерал-лейтенант, начальник штаба Варшавского военного округа.

## Биография
Дмитрий Нагловский родился 2 февраля 1838 года и происходил из дворян Казанской губернии; по окончании курса в Казанской гимназии и в Казанском университете, со степенью кандидата математических наук (1859 г.), он поступил на военную службу фейерверкером в 3-ю батарею 3-й гвардейской и гренадерской артиллерийской бригады.
Произведённый 29 марта 1860 года в прапорщики, Нагловский поступил в Михайловскую артиллерийскую академию, по окончании курса в которой с чином поручика возвратился снова в упомянутую батарею и вскоре принял участие в подавлении Польского восстания. Войдя в состав отряда генерал-майора Меллера-Закомельского, Нагловский участвовал в нескольких делах против польских мятежников и между прочим в разбитии 13 августа 1863 года большого отряда Жилинского, за что был награждён орденом св. Станислава 3-й степени и переведён в лейб-гвардии 1-ю артиллерийскую бригаду, в которой прослужил около двух лет, а затем в 1865 году поступил в Николаевскую академию Генерального штаба.
По окончании в 1867 году курса в академии, Нагловский был назначен старшим адъютантом штаба 1-й гвардейской пехотной дивизии, с переводом в генеральный штаб капитаном. Через четыре года ему было поручено заведовать воспитанием детей великого князя Михаила Николаевича.
В 1874 году он был произведён в полковники с прикомандированием к штабу войск гвардии и Петербургского военного округа, а немного позже — к 1-й гвардейской артиллерийской бригаде для командования батареей.
С началом русско-турецкой войны Нагловский был назначен состоять для поручений при начальнике штаба действующей армии. Первым возложенным на него делом по прибытии в армию было поручение осмотреть и изучить местность, где предназначалась переправа через Дунай. Блестяще выполнив это поручение и сообщив в штаб много ценных указаний, Нагловский участвовал затем в самой переправе и в бою на Систовских высотах, причем за оказанные отличия был награждён золотым оружием с надписью «За храбрость». Вскоре после этого был сформирован отряд генерал-адъютанта Гурко. Начальником штаба этого отряда был назначен Нагловский, который участвовал во всех делах этого отряда: под Тырновом, при Казанлыке, Эски-Загре, Иени-Загре, Джуракли и др. За Тырново Нагловский был награждён орденом св. Владимира 4-й степени с мечами и бантом, а за отличие в остальных делах 10 сентября 1877 г. произведён в генерал-майоры (со старшинством от 18 июля того же года). Далее, Нагловский участвовал во всех боях в качестве начальника штаба Западного отряда, бывшего под начальством генерал-адъютанта Гурко и сформированного в сентябре 1877 года преимущественно из войск гвардии: при уничтожении коммуникационной линии армии Османа-паши, в зимнем переходе через Балканы и чины, наконец, в рассеянии армии Сулеймана-паши. За боевые отличия при переходе через Балканы и другие дела Нагловский dв начале 1878 г. был награждён орденом св. Георгия 4-й степени, а 7 апреля того же года получил и тот же орден 3-й степени (№ 568)
Состоя при войсках отряда генерал-адъютанта Гурко в должности начальника штаба, в боях при Уфлани, Казанлыке, Джуранли, Горном Дубняке, Телише, Ташкисене и в особенности в Январе 1878 года во время трехдневного сражения под Филипополем, подавал советы, прямым последствием которых всегда было полное поражение неприятеля.
Кроме того, за Турецкую кампанию получил в 1878 г. орден св. Владимира 3-й степени с бантом.
По окончании войны Нагловский был назначен вторым помощником начальника штаба войск гвардии и Петербургского военного округа и членом Высочайше утверждённой комиссии по расследованию действий интендантства и по продовольствию действующей армии, а также членом комитета по устройству и образованию войск. Прослужив в должности помощника начальника штаба войск гвардии и Петербургского округа около пяти лет, Нагловский был назначен начальником штаба войск Одесского военного округа с производством в генерал-лейтенанты, а затем переведен на ту же должность в Варшавский военный округ, где и служил до самой своей смерти. Среди прочих наград имел ордена св. Станислава 1-й степени (1882 г.) и св. Анны 1-й степени (1885 г.), последней наградой его был орден Белого Орла, полученный незадолго до смерти.
Дмитрий Станиславович Нагловский умер 13 января 1890 года в городе Варшаве и был погребен на Вольском православном кладбище.

## Семья
- Сын — Нагловский, Александр Дмитриевич (1885—1942)
- Дочь — Нагловская, Мария Дмитриевна (1883—1937)

## Труды
Перу Нагловского принадлежат статьи:
- Действия передового отряда генерала Гурко в 1877 г. // «Военный сборник», 1900, № 7—10, за подписью «Очевидец».
- Софийское шоссе 12-го октября 1877 г. // «Русский вестник», 1881, № 1